# Bacalhau (Ultraje a Rigor)
Bacalhau, nome artístico de Marco Aurélio Mendes da Silva (Brasília, 27 de junho de 1971), é o baterista da banda de rock brasileira Ultraje a Rigor. Sua primeira banda foi o Little Quail & The Mad Birds, formada em 1988, com dois discos gravados e participação em várias coletâneas de rock brasileiro, incluindo Onde é que está meu Rock'n'Roll?, tributo à Arnaldo Baptista. Sua segunda banda foi o Rumbora, formada em 1997, também com dois discos e participação em coletâneas. É considerado um dos bateristas mais técnicos do Brasil.

## Biografia
Nascido em 1971 na cidade de Brasília como Marco Aurélio Mendes, Bacalhau iniciou sua carreira como baterista na banda Little Quail and The Mad Birds, fundada em 1988. Na banda participou de três álbuns e um EP.
Após sair da Little Quail and The Mad Birds, fundou a banda Rumbora, na qual participou de dois álbuns 71 e Exército Positivo e Operante.
Gravou com importantes nomes da música brasileira como Herbert Vianna, DeFalla, Gabriel o Pensador e Domenico +2. Também participou da trilha sonora do livro e peça de teatro infantil, "Eu e meu Guarda-Chuva" (composta pelo Titã Branco Mello e pelo Cabine C. Ciro Pessoa).
Tocou com a banda inglesa The Mission em São Paulo e Recife, e no programa Altas Horas, de Serginho. Trabalhava na área de desenvolvimento de produtos da Orion Cymbals e tinha uma linha com seu nome, que está fora de catálogo desde 20 de fevereiro de 2008.
Em 2002, passou a ser baterista da banda de rock paulista Ultraje a Rigor. Atualmente, além de integrar a banda por shows e em gravação de discos, Bacalhau faz parte do programa The Noite com Danilo Gentili (SBT) juntamente com a banda Ultraje a Rigor.

## Discografia

### Little Quail & The Mad Birds

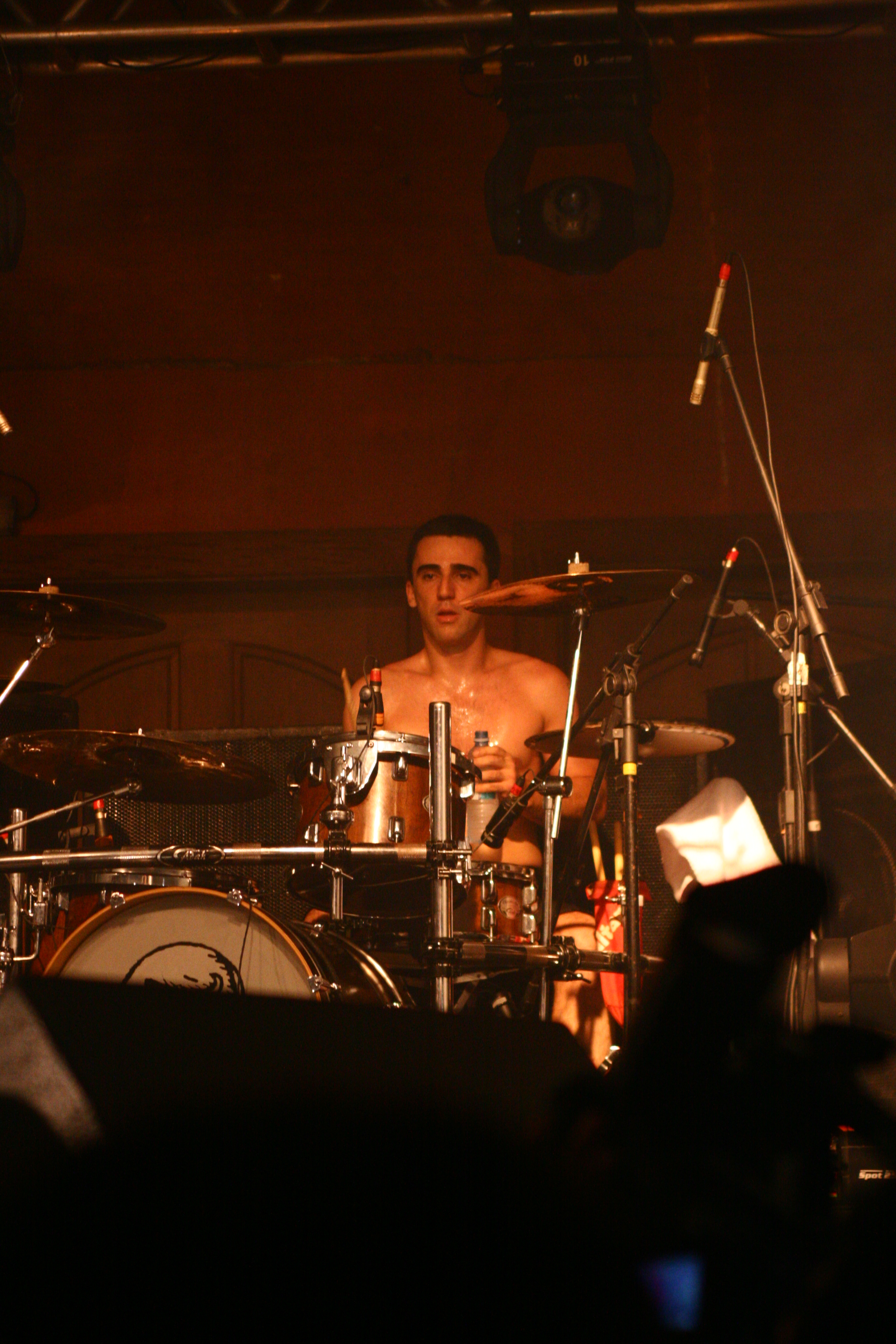
Bacalhau em 2007

| Ano  | Título                            |
| ---- | --------------------------------- |
| 1993 | Lírou Quêiol en de Méd Bârds      |
| 1996 | A Primeira Vez Que Você Me Beijou |
| 1998 | EP                                |

### Rumbora
| Ano  | Título                       |
| ---- | ---------------------------- |
| 1999 | 71                           |
| 2000 | Exército Positivo e Operante |

### Ultraje a Rigor
| Ano  | Título                                            |
| ---- | ------------------------------------------------- |
| 2002 | Os Invisíveis                                     |
| 2005 | Acústico MTV                                      |
| 2009 | Música Esquisita a Troco de Nada!                 |
| 2012 | O Embate do Século: Ultraje a Rigor vs. Raimundos |
| 2015 | Por quê Ultraje a Rigor? Vol. 2                   |